# Cristian Campestrini
Cristian Daniel Campestrini (San Nicolás de los Arroyos, 16 giugno 1980) è un calciatore argentino, portiere dell'Univ. de Concepción.

## Carriera
Cresciuto nel Rosario Central, si afferma con la maglia dell'Arsenal Sarandí nel 2009 come uno dei migliori portieri del campionato argentino e raggiungendo la maglia della nazionale. Nel 2012 vince il Torneo Clausura e la Supercoppa Argentina parando nella finale con il Boca Juniors ben 3 rigori. Nel 2014 si è trasferito in Paraguay.

## Palmarès

### Competizioni internazionali
- Coppa Suruga Bank: 1

Arsenal Sarandí: 2008

### Competizioni nazionali
- Campionato argentino: 1

Arsenal Sarandí: Clausura 2012
- Supercopa Argentina: 1

Arsenal Sarandí: 2012
- Copa Argentina: 1

Arsenal Sarandí: 2012-2013
- Campionato paraguaiano: 1

Olimpia: Clausura 2015
- Supercopa MX: 1

Puebla: 2015